# Thomas Coke (3e comte de Leicester)
Pour les articles homonymes, voir Thomas Coke et Coke.
Thomas William Coke, (20 juillet 1848 - 19 novembre 1941) est un pair et un soldat britannique.

## Biographie

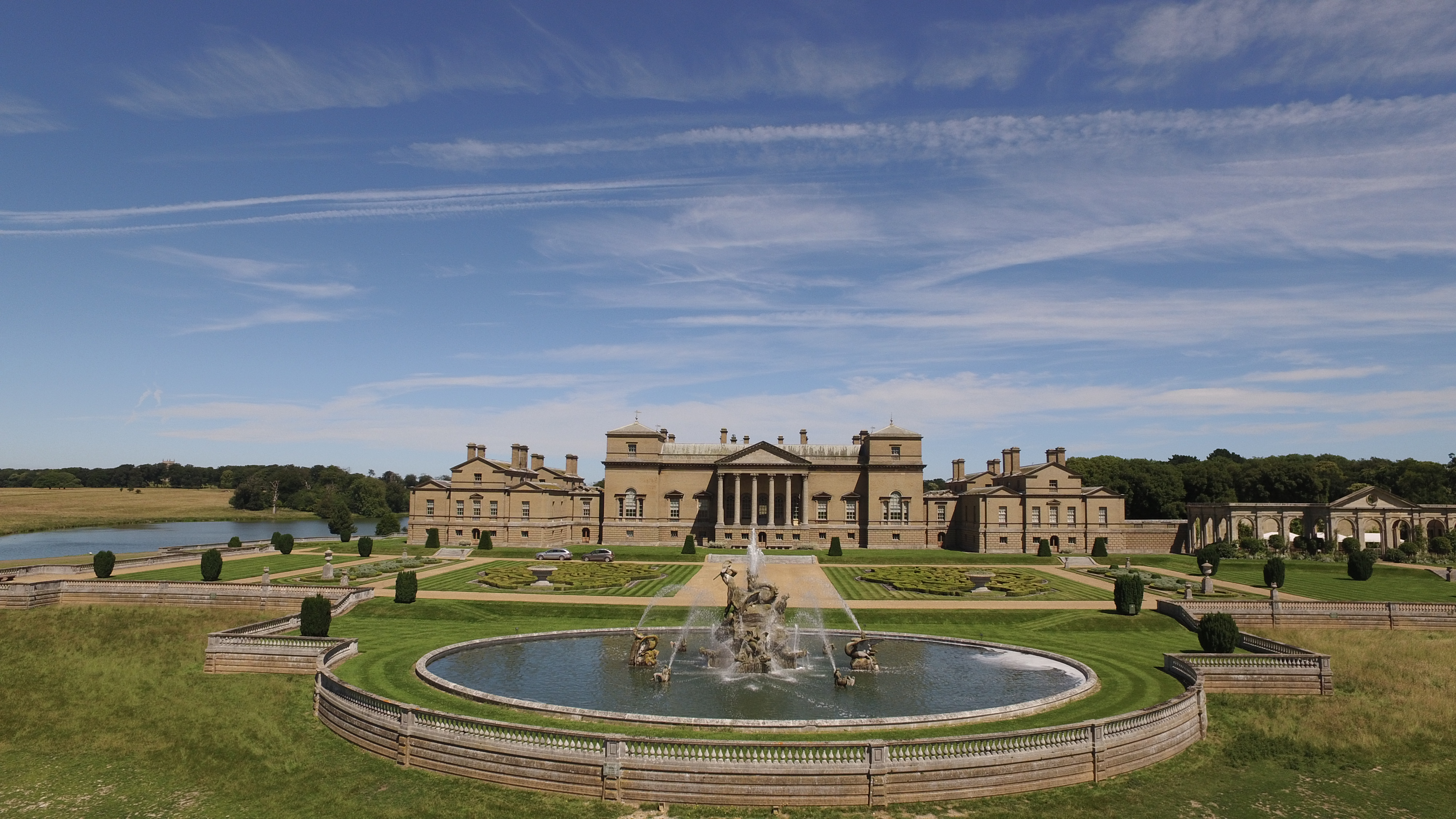
Holkham Hall, Norfolk

Leicester est le fils aîné de Thomas Coke (2e comte de Leicester), et de sa première épouse Juliana Whitbread.
Il est colonel dans le 2e bataillon des gardes écossais et sert en Égypte en 1882 et à Suakin en 1885. Ayant pris sa retraite de l'armée régulière, il est nommé lieutenant-colonel de la milice d'artillerie de Norfolk le 21 février 1894. À la suite du déclenchement de la seconde guerre des Boers à la fin de 1899, le régiment de milice y est envoyé en mai 1900 et une centaine d'hommes partent en Afrique du Sud sous le commandement de Lord Coke. Après la paix en mai 1902, ils quittent Le Cap à bord du SS Walmer Castle à la fin de juin  et arrivent à Southampton le mois suivant. Pour son service dans la guerre, il est mentionné dans des dépêches (notamment la dernière expédition par Lord Kitchener datée du 23 juin 1902) et est nommé Compagnon de l'Ordre de St Michael et St George (CMG) en octobre 1902.
Il est fait chevalier grand-croix de l'ordre royal de Victoria (GCVO) en 1908. Lord Leicester occupe le poste de Lord Lieutenant du Norfolk de 1906 à 1929. Il succède à son père au comté et hérite de Holkham Hall en 1909.

## Vie privée
Lord Leicester épouse l'hon. Alice Emily White, fille de Luke White (2e baron Annaly), le 26 août 1879. Ils ont cinq enfants:
- Lady Alexandra Marie Bridget Coke (d. 1984), épouse David Ogilvy (12e comte d'Airlie)
- Thomas Coke (4e comte de Leicester) né le 9 juillet 1880, décédé le 21 août 1949
- Lieutenant Hon. Arthur George Coke, né le 6 avril 1882, tué au combat le 21 mai 1915 alors qu'il sert avec le Royal Naval Air Service. Il est commémoré sur le Mémorial Helles à Gallipoli [2]. Père d'Anthony Coke (6e comte de Leicester).
- Lady Marjory Alice Coke, née en 1884, décédée le 24 décembre 1946
- Hon. Roger Coke, né le 28 décembre 1886, décédé le 14 octobre 1960

Alice Coke, comtesse de Leicester, est plus tard nommée Dame Commandeur de l'Ordre de l'Empire britannique. Elle est décédée en 1936. Lord Leicester est décédé en novembre 1941, à l'âge de 93 ans. Il est remplacé au comté par son fils aîné Thomas.